# Jean-Victor Poncelet
Jean-Victor Poncelet (Metz, 1788. július 1. – Párizs, 1867. december 22.) francia matematikus-geométer, mérnök-tábornok.

## Életútja
Az École polytechnique (Műszaki Egyetem) diákjaként Gaspard Monge tanítványa volt. Tanulmányait megszakítva jelentkezett Napóleon seregébe. Az 1812-es oroszországi hadjárat során Vityebszknél hadifogságba esett. Novemberben Szaratovba helyezték át, ahol februárig alkalma volt néhány szakkönyvet tanulmányozni, valamint a projektív geometria szigorú felépítését kidolgozni.
1814-ben hazatérhetett. Fogságának egyik emléke, az Európában már elfelejtett abakusz (szcsoti) felkeltette érdeklődését, és későbbi tanári munkája során demonstrációra használta.
1822-ben publikálta szaratovi munkájának eredményeit: 
- Traité des Propriétés Projectives des Figures.

Több eredménye született a geometriai szerkesztések, valamint a mechanika terén. Fontosabb munkái:
- Cours de mécanique appliqué aux machines, 1826
- Introduction a la mécanique industrielle, 1829
- Applications d’analyse et de géométrie, 1862-1864

1825-ben Arago biztatására tanári állást vállalt Metzben, a Tüzértiszti Főiskolán (École d’application de l’artillerie et du génie).
1848-ban kinevezték az École polytechnique rektorává.

## Tudományos testületi tagságai
- 1834-ben lett a Francia Természettudományi Akadémia tagja.
- 1842-ben a brit Royal Society külföldi tagjai sorába választotta.
- 1847-től A Magyar Tudományos Akadémia külső tagja.

## Emlékezete
- Egyike azon 72 tudósnak, akiknek neve szerepel az Eiffel-torony oldalán.
- Az Magyar Tudományos Akadémiában Hunyady Jenő tartott róla emlékbeszédet Poncelet Jean Victor emléke  (Budapest, 1878).